# Konståret 1907

## Händelser

### Okänt datum
- Vanessa Stephen gifter sig med Clive Bell.
- Konstnärsgruppen De unga bildas av bland annat konstnärerna Isaac Grünewald, Tor Bjurström, Arthur Percy och Birger Simonsson.

## Verk

### Bildkonst

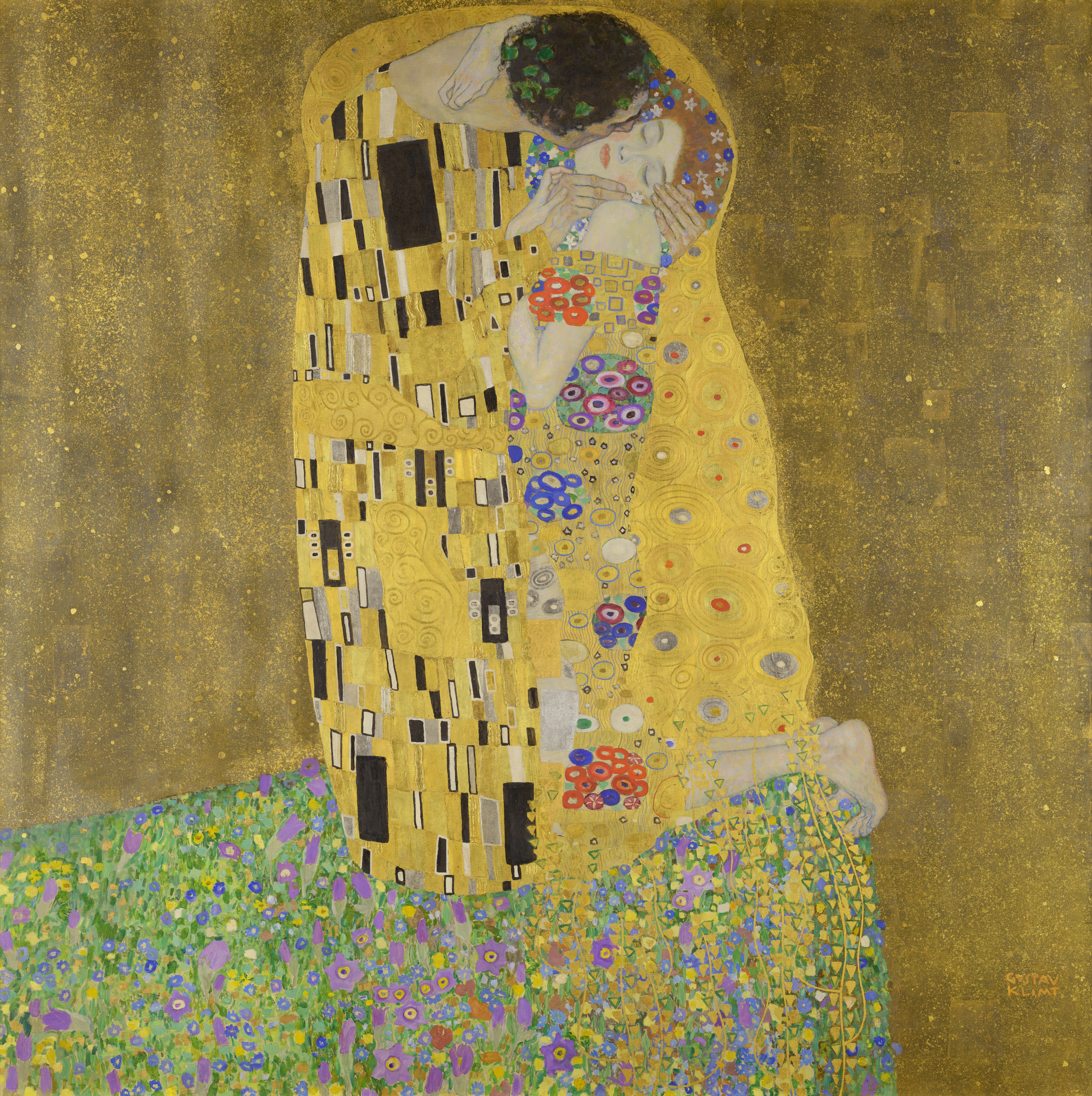
Gustav Klimts tavla Der Kuss från 1907.

- Pablo Picasso - Les Demoiselles d'Avignon.
- Lyonel Feininger - Der weiße Mann.
- Gustav Klimt - 
  - Der Kuss.
  - Porträtt av Adele Bloch-Bauer I.
- Carl Larsson – Nu är det jul igen
- Henri Rousseau - La charmeuse de Serpents

### Byggnadsverk
- I hörnet av Österlånggatan-Södra Kyrkogatan i Borås blir von Ahnska huset klart. En jugendinspirerad byggnad av arkitekt Lars Kellman.

## Utställningar
- Den första utställningen med litauisk konst sker i Vilnius.

## Födda
- 13 januari
  - Birger Halling (död 1996), svensk målare och grafiker.
  - Bruno Mathsson (död 1988), svensk möbelformgivare och arkitekt.
  - Jon Gnagy (död 1981), amerikansk målare, illustratör och konstinstruktör på TV.
- 16 mars - Aili Pekonen (död 1986), svensk illustratör och modeskapare.
- 21 mars - Ilse Claesson (död 1999), svensk keramiker och textilkonstnär.
- 23 april
  - Arwid Karlsson (död 1964), svensk målare, tecknare och skulptör.
  - Lee Miller (död 1977), amerikansk fotograf.
- 1 maj - Theodore Roszak (död 1981), amerikansk skulptör och målare.
- 3 maj - Magnus Bjursten (död 1974), svensk målare.
- 16 maj - Edward Lindahl (död 1986), svensk tecknare och grafiker.
- 17 maj - Elma Oijens (död 1992), svensk skulptör.
- 5 juni - Gunnar Romdahl (död 1975), svensk konstnär, (målare) och (grafiker).
- 6 juni - George Rickey (död 2002), amerikansk skulptör.
- 7 juni - Sigvard Bernadotte (död 2002), svensk formgivare och industridesigner.
- 10 juni - Fairfield Porter (död 1975), amerikansk målare.
- 1 juli - Ilya Bolotowsky (död 1981), amerikansk målare.
- 6 juli - Frida Kahlo (död 1954), Mexikansk målare.
- 21 juli - Anders Beckman (död 1967), svensk konstpedagog och reklamtecknare grundare av Beckmans konstskola.
- 7 augusti - Albert Kotin (död 1980), amerikansk målare.
- 17 augusti - Acee Blue Eagle (död 1959), amerikansk målare.
- 4 september - Leo Castelli (död 1999), amerikansk konsthandlare.
- 5 september - Jack Sudlow (död 1993), kanadensisk målare och fotograf.
- 26 september - Anthony Blunt (död 1983), engelsk konsthistoriker verksam vid Courtauld Institute of Art.
- 27 september - Zhang Chongren (död 1998), kinesisk konstnär.
- 12 oktober - Verner Molin (död 1980), svensk konstnär.
- 15 oktober - Folke Arström (död 1997), svensk målare, silversmed och bestickformgivare.
- 20 oktober - Åke Huldt (död 1995), svensk designer och inredningsarkitekt.
- 25 november - Egon Mathiesen (död 1976), dansk konstnär, författare och illustratör.
- 28 november - Charles Alston (död 1977), amerikansk målare.
- 3 december - Bror Marklund (död 1977), svensk skulptör.
- okänt datum - Marie Z. Chino (död 1982), amerikansk krukmakare, keramisk konstnär.

- okänt datum - Ralph Lysell (död 1987), svensk formgivare och produktdesigner.
- okänt datum - Fritz Willis (död 1979), amerikansk pinup- och reklamkonstnär.
- okänt datum - Antal Biró (död 1990), ungersk-svensk konstnär.

## Avlidna
- 23 november - John F. Peto (född 1854), amerikansk målare.
- 28 november - Stanisław Wyspiański (född 1869), polsk dramatiker, poet, målare och arkitekt.